# Кобылянский, Виктор Аполлонович
Ви́ктор Аполло́нович Кобыля́нский (20 июля 1942, с. Кудеча, Могочинский район, Забайкальский край, РСФСР, СССР — 30 октября 2007, Москва, Российская Федерация) — советский и российский философ, специалист в области общей теории бытия и взаимодействия природы и общества, философской экологии и экологического образования, общих проблем образования. Доктор философских наук (1988), профессор (1989). Член-корреспондент Российской академии образования

## Биография
Окончил географический факультет Ленинградского государственного педагогического института (1963), аспирант философского факультета МГУ (1974).
С 1968 года преподавал философию в Читинском государственном педагогическом институте (ныне Забайкальский государственный гуманитарно-педагогический университет имени Н. Г. Чернышевского), заведующий кафедрой (1975—1983, 1987—1992), профессор кафедры и заведующий лабораторией по комплексному изучению человека (с 1992), руководитель аспирантурой по социальной философии (с 1993).
В 1975 году в МГУ имени М. В. Ломоносова защитил диссертацию на соискание учёной степени кандидата философских наук по теме «Соотношение природы и общества (исследование методологических проблем)».
В 1988 году Институте философии АН СССР защитил диссертацию на соискание учёной степени доктора философских наук по теме «Социально-философские основы теории взаимодействия природы и общества».
Заместитель председателя и председатель Забайкальского отделения РФО (1981—2002), председатель Областной организации общества «Знание» (1989—1996), член диссертационных советов при БГУ и ИрГУ (1993—2003), член с 2004, председатель диссертационных советов при ЗабГГПУ (2004—2006), заместитель председателя Читинского научного центра СО РАО (с 2001).
Организатор крупных научных мероприятий в Забайкалье.
Действительный член Российской экологической академии (1995), действительный член Академии социальных наук РФ (1997), член-корреспондент Российской академии образования (2001), Почётный работник высшего профессионального образования Российской Федерации

## Научная деятельность
В трудах В. А. Кобылянского предлагается теоретическая концепция взаимоотношения природы и общества как различных и взаимопроникающих образований. Выделяются две формы бытия природы — естественная (область взаимодействия «слепых, бессознательных» сил) и очеловеченная (организованная деятельностью людей), а также два уровня общественной жизни — социальный и технологический (очеловеченно-природный в его подчиненности социальному). Анализ общества и природы ведется с позиций единства субстрата и отношений, связей. В логике понятий исследуется процесс вырастания общественного из природного и обратного воздействия общественного на природное. Взаимодействие природы и общества рассматривается в деятельности человека как целостный, относительно самостоятельный процесс, вычленяются и анализируются его структура, механизм, самодвижение, исторические этапы и тенденции, определяются общие ориентиры и пути оптимизации, гармонизации.
В. А. Кобылянский занимался исследованиями вопросов комплексного человековедения, «россиеведения», национально-ориентированного образования и воспитания.
В. А. Кобылянский — один из создателей нового философско-экологического направления. Экосистема трактуется им не как биологическое или биоцентричное, а как общенаучное понятие; она рассматривается как единство и взаимодействие любого центрального объекта («хозяина») и экосреды, находящихся на одном и том же и разных уровнях. Особой разновидностью экосистем являются экологические системы, взаимодействующие компоненты которых занимают качественно отличные уровни. Специфическими объектами комплекса экологических наук, общей теории экологии, гео-, био-, социо-, антропоэкологии выступают межуровневые взаимодействия. Одноуровневые взаимодействия исследуются неэкологическими науками. На этой основе определяются сфера и структура экологического знания, сущность и содержание экологического образования.

## Научные труды

### Монографии
1. Природа и общество: специфика, единство, взаимодействие. Красноярск, 1985. 200 с.
2. Русская идея и возрождение России. Иркутск, 1997. 160 с.

### Статьи
на русском языке
1. О социальных аспектах экологических проблем (в соавт. с Г. А. Кузнецовым) // Природа, 1978. № 8. С. 153—155.
2. Философские и социологические проблемы географии (в соавт. с Г. А. Кузнецовым) // Вестник Московского университета, сер. филос. 1979. № 3. С. 73-77.
3. Место «очеловеченной природы» в структуре взаимодействия природы и общества // Философские науки, 1982, № 3. С. 134—137.
4. К проблеме разграничения и выявления взаимосвязи природы и общества // Философские проблемы глобальной экологии. М.: Наука, 1983. С. 31-59.
5. Единство и соподчиненность природы и общества // Взаимодействие общества и природы: философско-методологические аспекты экологической проблемы. М.: Наука, 1986. С. 25-48.
6. Структура взаимодействия косного и живого и понятие «биосфера» // Учение В. И. Вернадского о переходе биосферы в ноосферу, его философское и общенаучное значение. Т. 1. М., 1990. С. 83-96.
7. Русская идея и российский патриотизм // Патриотизм: общероссийский и национальный. Истоки. Сущность. Типология. М., 1996. С. 81-85.
8. Экологическое знание и образование // Образование в Сибири. Изд-во Томск. ун-та, 1997. № 1 (5). С. 30-40.
9. Национальная идея и воспитание патриотизма // Педагогика. М., 1998, № 5. С. 52-58.
10. Человек как предмет комплексного изучения: теоретический и региональный аспекты // Региональное человековедение. Вып. 1. Чита, 1999. С. 4-17.
11. Экологическая культура и проблемы образования // Экологическая культура современного общества. Новосибирск: Наука, 2000. С. 42-59.
12. Комплексное изучение человека и проблемы образования // Известия Российской академии образования. М., 2000. № 4. С. 5-13.
13. Формирование экологической культуры и проблемы образования // Педагогика. 2001. № 1. С. 32-41.
14. Экология и экологическое образование // Философия экологического образования. М.: Прогресс-Традиция, 2001. С. 185—210.
15. Как начиналась «читалогия»? // Академик Иван Тимофеевич Фролов: Очерки, воспоминания, материалы. М.: Наука, 2001. С. 213—216.
16. К вопросу о статусе философии образования // Образование в Сибири. Изд-во Томск. ун-та. 2002. 1(9). С. 53-59.
17. Философско-методологические проблемы преподавания экологии в вузе // Образование в Сибири. Изд-во Томск. ун-та. 2003. № 1 (10). С. 79-83.
18. О специфике антропоэкологического образования // Вестник РФО. М., 2003. № 2. С. 82-84.
19. Биосфера как объект научного исследования // Реалии ноосферного развития. М.: Изд. дом «Ноосфера», 2003. С. 85-95.
20. Философско-методологическое обеспечение экообразования в контексте международного сотрудничества // Забайкалье в геополитике России. Материалы международной конференции 2-5 сентября 2003 г. г. Чита. Улан-Удэ: Изд-во Бурятского научного центра СО РАН, 2003. С. 124—126.
21. Устойчивое развитие России в условиях глобализации и православно-ориентированное образование // Православие и образование. Шестые Иннокентьевские чтения. Материалы научно-практической конференции. Чита: Центральная городская библиотека им. А. П. Чехова, 2003.С.28-34.
22. Социо- и антропоэкологическое образование: к проблеме социализации личности и гуманизации общества // Вестник Бурят. Ун-та. Сер.5. Философия, социология, политология, культурология. Улан-Удэ, 2003. Вып 8. С.72-79.
23. Глобализация, устойчивое развитие России и традиционно-ориентированное образование // Педагог: наука, технология, практика. Барнаул, 2003. № 2. (15). С6-11.
24. Природный фактор бытия // Диалог. 2004. № 1. С.34-36.
25. Антропоэкологическое взаимодействие: способ бытия и аспекты исследования // Вестник Бурятского университета. Сер.7: Педагогика. Вып. 11. Улан-Удэ: изд-во БГУ, 2004. С.74-85.
26. Региональная наука о человеке как фактор гуманизации жизни в провинции // Образование в процессе гуманизации современного мира: IV Международные Лихачевские научные чтения. 20-21 мая 2004 года. СПб.: СПб ГУП, 2004. С.81-82. (в соавторстве с К. Н. Карасевым)
27. Глобализация и необходимость международной интеграции экологического образования // Философия и будущее цивилизации: тезисы докладов и выступлений IV Российского философского конгресса. В.5т. Т.3. М.: Современные тетради, 2005. С.271-272.
28. Глобализация и необходимость международного сотрудничества в разработке философско-методологических основ экологического образования // Трансграничье в изменяющемся мире. В 2-х ч. Ч.1. Чита: Изд-во ЗабГПУ, 2005. С.77-81. Чита: Изд-во ЗабГПУ, 2005. С.77-81.
29. Экологическое образование как фактор социализации человека, гуманизации общества и природы. // Вестник ЗабГПУ, Сер. Философия, культурология, социология, психология. Вып 1.Чита, 2005. С.115-120
30. Философия экологии: исходные понятия и проблемы образования // Байкальский психологический и педагогический журнал. Изд-во Иркут. ун-та, 2005, № 5-6. С.65-72.
31. Глобализация и проблемы сохранения самобытности России // Культура и глобальные вызовы мирового развития. V Международные Лихачевские научные чтения. 19-20 мая 2005 г. СПб.: Изд-во СПбГУП, 2005. С.107-109. (в соавторстве с К. И. Карасевым).
32. Проблемы формирования антропоэкологии как особой сферы знания. // Образование в Сибири. 2005. № 3. Томск, 2006. С.87-93.
33. Антропоэкология (на русском и английском языках) // Глобалистика. Международный междисциплинарный энциклопедический словарь. / Гл. ред.: И. И. Мазур, А. Н. Чумаков. — М. — СПб — Н. — Й.: ИЦ «Элима», ИД «Питер», 2006. С.38
34. Философия экологии (на русском и английском языках) // Глобалистика. Международный междисциплинарный энциклопедический словарь. / Гл. ред.: И. И. Мазур, А. Н. Чумаков. — М. — СПб — Н. — Й.: ИЦ «Элима», ИД «Питер»,2006. С.956, 1025.
35. Философия образования как сфера знания // Социально-гуманитарные знания. 2006. № 5. С.233-245.
36. Философия образования: общая теория, методология, идеология // Философия образования и образовательная политика в России и регионе: материалы симпозиума, проведенного в рамках Международной научно-практической конференции «Трансграничье в изменяющемся мире: Россия — Китай — Монголия». Чита: ЗабГГПУ, 2006. С.4-13.
37. Глобализация и экология: новый подход к созданию основ общей теории экологии (на китайском языке) // Философия образования и образовательная политика в России и регионе: материалы симпозиума, проведенного в рамках международной научно-практической конференции « Трансграничье в изменяющемся мире: Россия — Китай — Монголия». Чита: ЗабГГПУ, 2006. С.173-188
38. Маркс и Ильин: к проблеме гармонизации российской жизни // Гуманитарные проблемы современной цивилизации: VI Международные Лихачевские научные чтения, 26-27 мая 2006 года. СПб.: СПбГУП, 2006. С.160-162.

на других языках
1. L’ idée nationale, l’education et la Russie contemporaine. = Национальная идея и вопросы образования в современной России // Linguistique et politique. / Cahiers du DNPS (Dictionnaire des notions politiques et socials des pays d’Europe centrale et orientale.)/ Sous la direction de Henri-Claude Gregoire et Danuta Bartol). Nancy: CNRS — Universite Nancy — 2. 2003. № 1,2 P.165-177. = Лингвистика и политика. Словарь общественно-политических терминов стран Центральной и восточной Европы./ Под ред. А. К. Грегуара Д.Бартоль. Нанси (Франция): Национальный Центр научных исследований Франции, Университет Нанси −2, 2003. С.165-177.
2. Les problems du development stable de la Russie face a la mondialisation. = проблемы устойчивого развития России и глобализация. // Langues et societes de l’Europe moderne / Cahiers du DNPS (dictionnaire des notions politiques et socials des pays d’Europe centrale et orientale)/ Sous la direction de Henri-Claude Gregoire et Danuta Bartol). Nancy: CNRS — Universite Nancy — 2. 2005. № 3,4. Р. 33-40. Словарь общественно-политических терминов стран Центральной и восточной Европы./ Под ред. А. К. Грегуара Д.Бартоль. Нанси (ФРАНЦИЯ): Национальный Центр научных исследований Франции, Университет Нанси −2. 2005. № 3-4. С.33-40
3. Globalization and Ecology: a new approach to the creation of general ecology theory foundation // Философия образования и образовательная политика в России и регионе: материалы симпозиума, проведенного в рамках международной научно-практической конференции « Трансграничье в изменяющемся мире: Россия — Китай — Монголия». Чита: ЗабГГПУ, 2006. С.164-172.

### Учебники и учебные пособия
1. Соотношение природы и общества: философско-социологические аспекты. Иркутск, 1985. 100 с.
2. Философия. Учебно-методическое пособие для аспирантов и соискателей. Чита, 1998. 120 с (В соавторстве с В. В. Куликовым).
3. Лекции по общей теории экологии. Чита, 2000. 60 с.
4. Философия географии и геоэкологии. Чита, 2000. 136 с.
5. Философия биоэкологии и биосферологии. Чита, 2000. 88 с.
6. Философия социоэкологии: проблемы общей теории взаимодействия природы и общества. В 3-х частях. Ч. I . Вводная лекция. Природа как компонент натурсоциоэкосистемы. Чита, 2002. 85 с.
7. Философия социоэкологии: проблемы общей теории взаимодействия природы и общества. В 3-х частях. Ч. II. Общество как компонент натурсоциоэкосистемы. Чита, 2002. 91 с.
8. Философия социоэкологии: проблемы общей теории взаимодействия природы и общества. В 3-х частях. Ч. III. Натурсоциоэкосистема: единство и взаимодействие природы и общества. Итоговая лекция. Чита, 2002. 125 с.
9. Философия антропоэкологии: исходные идеи, понятия, проблемы. Учебное пособие. Новосибирск: РИФ-Новосибирск, 2003. 95 с.
10. Философия экологии: общая теория экологии, геоэкология, биоэкология. Допущено научно-методическим советом Министерства образования Российской Федерации в качестве учебного пособия для гуманитарных и негуманитарных направлений и специальностей вузов РФ. М.: Фаир-Пресс, 2003. 192 с.
11. «Философия экологии»: комплекс спецкурсов: Программы курсов // Авторские программы курсов по экологии: опыт и проблемы их создания и реализации. Материалы Международной научно-практической конференции. В 3-х ч. Ч.1. Чита, 2004. С.3-43.
12. Философия социоэкологии: проблемы общей теории и взаимодействия природы и общества (2-е изд., исп., доп.). Допущено Отделением по философии, политологии и религиоведению Учебно-методического объединения по классическому университетскому образованию в качестве учебника для студентов вузов, обучающихся по специальности «философия». Новосибирск: РИФ — Новосибирск, 2004. 318 с.
13. Основы философии экологии. Программа курса и методические материалы. Новосибирск: РИФ- Новосибирск, 2005. 48 с.
14. История и философия науки: методические материалы в помощь аспирантам и соискателям. Чита: ЗАБГГПУ, 2006. 96 с (в соавторстве с В. В. Куликовым).

### Редактор и соавтор сборников научных трудов
1. Философско-социологические проблемы взаимодействия природы и общества. Чита, 1982. 168 с.
2. Методологические вопросы наук о Земле. Чита, 1984. 128 с.
3. Возрождение России — общее дело. Чита, 1994. 315 с.
4. Проблемы комплексного изучения человека. Человек в условиях Забайкалья. Вып. 1. Чита, 1995. 367 с; Вып. 2. Чита, 1996. 463 с.
5. Национальная идея: образование и воспитание. Вып. 1. Чита, 1998. 224 с; Вып. 2. Чита, 1998. 244 с.
6. Экологическая культура современного общества. Материалы международного симпозиума. В. А. Кобылянский. — член редколлегии // Новосибирск: Наука, 2000. 214 с.
7. Проблемы изучения и преподавания экологии. Чита, 2003. 215 с.
8. Авторские программы курсов по экологии: опыт и проблемы их создания и реализации. Материалы Международной научно-практической конференции: Сборник методических материалов. В 3-х частях. Ч.1. Чита, 2004. — 53 с; Ч.2. Чита, 2004. 120 с; Ч.3. Чита, 2004. 120 с.
9. Философия образования и образовательная политика в России и регионе: материалы симпозиума, проведенного в рамках международной научно-практической конференции «Трансграничье в изменяющемся мире: Россия — Китай — Монголия» // Чита: Изд-во ЗабГГПУ,2006. 195 с.

## Публицистика
1. О национальной идее России // Забайкальский рабочий. 2004, 11 сентября.
2. Маркс и Ильин: спор о частной собственности // Забайкальский рабочий. — 2005, 25 марта.